# Rigidoporus laetus
Rigidoporus laetus är en svampart som först beskrevs av Mordecai Cubitt Cooke, och fick sitt nu gällande namn av P.K. Buchanan & Ryvarden 1988. Rigidoporus laetus ingår i släktet Rigidoporus och familjen Meripilaceae.   Inga underarter finns listade i Catalogue of Life.

## Källor

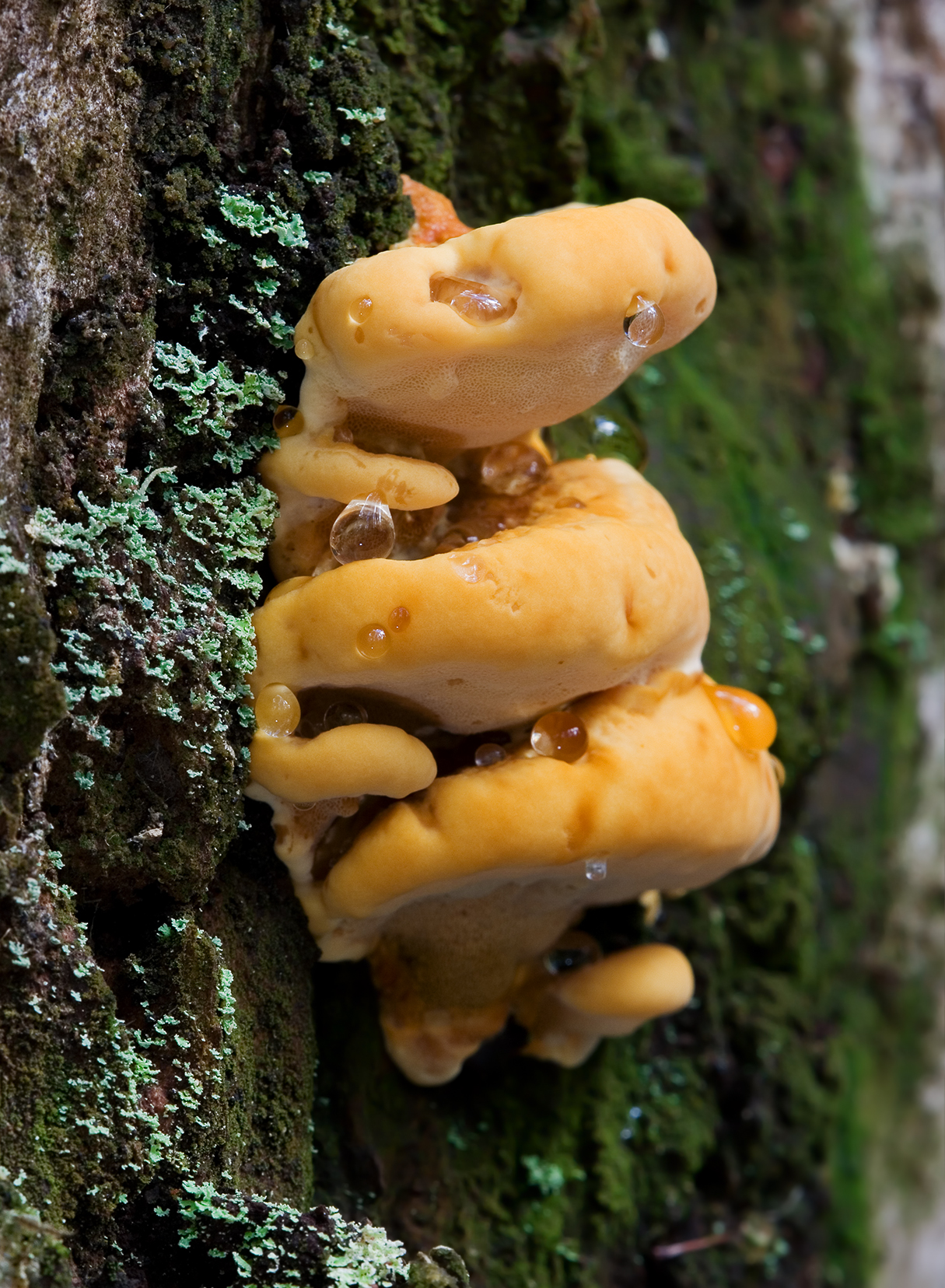